# أكمية ماجينالية
أكمية ماجينالية (الاسم العلمي: Aechmea maginallii) هو نوع نباتي يتبع جنس الأكمية من فصيلة البروميلية.